# 町田康
町田 康（まちだ こう、本名：漢字同じ〈まちだ やすし〉、1962年〈昭和37年〉1月15日 - ）は、日本の小説家・元ミュージシャン。
武蔵野大学文学部教授。旧芸名は町田 町蔵（まちだ まちぞう）。
大阪府堺市出身。1981年、バンド「INU」のボーカリストとしてアルバム『メシ喰うな!』で歌手デビュー。同バンド解散後もさまざまな名義で音楽活動を続けるかたわら、俳優としても多数の作品に出演。1996年には処女小説『くっすん大黒』で文壇デビュー。2000年に小説『きれぎれ』で第123回芥川賞受賞。以後は主に作家として活動している。既婚。

## 略歴

### 音楽活動
中学時代より友人の影響でロックに興味を持ち始める。大阪府立今宮高等学校在学中の1977年、セックス・ピストルズに触発され、「腐れおめこ」を結成、町田町蔵 （まちだ まちぞう）と名乗り歌手活動を開始する。1979年に林直人の加入によってバンドはINUへ発展、幾度かのメンバー交代を経て1981年に『メシ喰うな!』でメジャー・デビュー。当時町田は19歳であった。INUはパンクというよりもパブリック・イメージ・リミテッドなどのポストパンクを思わせるノイジーで破壊的なサウンドをもって、土俗的かつ脱力的なユーモアのあふれる独特の日本語詞による音楽性を展開したが、デビューから3ヶ月程で解散。
その後本人の中でロック、或いはパンク・ロックに対する懐疑的な意識のようなものが芽生えたらしく、既存のロックに依存する聴衆に対する挑発と取れるようなライブ活動に終始し、90年代に至るまで音楽性は二転三転した。この時期の町田は、新たにバンドやユニットを作っては解散を繰り返した。知られている主なものに「FUNA」、「人民オリンピックショウ」、「絶望一直線」、「町田町蔵 FROM 至福団」（元INUの北田昌弘、元タコの山崎春美とのユニット）、「愛慾バンド」、「天井天国」、「淫如上人&ミラクルヤング」、「町田町蔵（康）＋北澤組」、「町田町蔵バンド」「グローリー」などがある。これらのほとんどは音源製作に至ることなく中断されている。下記のディスコグラフィを参照。
1997年の『脳内シャッフル革命』以降、長らく活動の重点を執筆に移しており、散発的にライヴを行いながら自身のソロバンドやミラクルヤング名義でインディ流通の作品を発表する程度であったが、2010年に13年ぶりのフル・アルバム『犬とチャーハンのすきま』を発表した。
2016年、バンド「汝、我が民に非ズ（なんじわがたみにあらず）」を結成。東京都内を中心に、月一回以上のライブを行なっている。2018年に1stアルバム『つらい思いを抱きしめて』、2019年に2ndアルバム『もはや慈悲なし』、2020年に3rdアルバム『汝我が民に非ず』を発表。

### 俳優活動
1982年、映画『爆裂都市 BURST CITY』（石井聰亙監督）に出演、以降も『エンドレス・ワルツ』（若松孝二監督、1995年。阿部薫役で主演）、『H STORY』（諏訪敦彦監督、2004年）、『鏡心』（石井聰亙監督、2005年）などいくつかの映画作品に出演しているほか、テレビドラマやCMへの出演経験がある。下記の出演を参照。

### 執筆活動
1992年、町田町蔵名義の『供花（くうげ）』で、詩人としてデビューする。1993年には詩とエッセイが渾然一体となった作品集『壊色（えじき）』を発表している。
1996年、処女作「くっすん大黒」で町田康（まちだ こう）として小説家デビュー。奇妙なこだわりが強いあまり自堕落にならざるを得ない不器用な男が、自省・自制しないまま意味を放棄して脱力気味に疾走する様を独特の文体で描いた。同作品で翌年に第7回bunkamuraドゥマゴ文学賞（筒井康隆選考）、第19回野間文芸新人賞を同時受賞。芥川賞、三島賞候補に選出される。
処女作以来、数作が候補に挙がった後、2000年に「きれぎれ」で第123回芥川賞受賞。同年に『夫婦茶碗』収録の「人間の屑」、『屈辱ポンチ』収録の「けものがれ、俺らの猿と」を原作とした映画がそれぞれ製作された。2001年に詩集『土間の四十八滝』で第9回萩原朔太郎賞受賞、2002年に短編「権現の踊り子」で第28回川端康成文学賞受賞。2004年の『パンク侍、斬られて候』からは自身の愛好する時代劇をモチーフにした長編を発表し始め、2005年には河内音頭のスタンダードナンバー「河内十人斬り」を題材に、殺意の根源と行方を探ろうとした大作『告白』により、第41回谷崎潤一郎賞を受賞、2008年には一人の小心者の遍歴を非現実的意匠を交えてビルドゥングス・ロマン的に描いた長編『宿屋めぐり』で第61回野間文芸賞を受賞した。2023年4月より武蔵野大学文学部日本文学文化学科教授に就任。2023年に『口訳 古事記』で第17回舟橋聖一文学賞受賞。
活動当初から独自の文体、語法、話法を確立しており、スラップスティックな笑いと奇怪なイメージや語彙、語りのリズムがストーリーより前面にフィーチュアされる独特の作風で知られる。描写におけるナンセンスと馬鹿馬鹿しさの徹底ぶりは、上方落語を筆頭に時代劇、河内音頭、浪曲、ロックなどの影響があるとされる。また基本的なプロットの大枠は嘉村礒多や近松秋江等の第二次大戦以前の破滅的な私小説や、坂口安吾をはじめとした織田作之助、太宰治などの新戯作派の系譜を受け継ぐと評される。

## 人物
パンク歌手時代の著名なファンに吉本ばななや富岡多恵子（文芸誌での町田との対談において、本人も所有していない『メシ喰うな!』のLP盤について序盤で話している）がいる。
2007年、作詞を手がけ、ライブでの共演経験もある布袋寅泰に暴行を受けて負傷した。後日、町田本人が千葉県君津署に提出した被害届が受理され、布袋は書類送検された。2人が参加するロックバンドの活動方針についての意見の食い違いから衝突したとされ、事件後、町田は女性誌上で布袋への反論を試みた。
上述の上方落語や河内音頭といった関西ゆかりの笑芸に通じている縁か、大阪の朝日放送で毎年1月に放送される「ABCお笑い新人グランプリ」の審査員を過去数回務めている。コメントを求められると難解な単語や比喩を多用して返答するため、出演者がそれに対するツッコミやいわゆる「イジリ」をやり返すのが恒例となった。放送後には自身のウェブサイト上にて、自身が推した出演者の名前を公表することもあった。
ブライスを収集しており、『真実真正日記』の装丁にもインド神話風に装飾されたブライスが登場、約30体を所有する。
静岡県熱海市在住。東京都内のマンションとの二拠点生活をしながら、犬猫を多頭飼いして暮らしている。2015年の年末より断酒。

## 著書

### 小説
- 『くっすん大黒』文藝春秋（1997年）のち文庫 ISBN 416765301X
  - 併録：河原のアパラ
- 『夫婦茶碗』新潮社（1998年）のち文庫 ISBN 4101319316
  - 併録：人間の屑
- 『屈辱ポンチ』文藝春秋（1998年）のち文庫 ISBN 4167653028
  - 併録：けものがれ、 俺らの猿と
- 『俺、南進して。』新潮社（1999年）のち角川文庫 ISBN 4103800089 ※写真：荒木経惟
- 『きれぎれ』文藝春秋（2000年）のち文庫 ISBN 4163193308
  - 併録：人生の聖
- 『実録・外道の条件』メディアファクトリー（2000年）のち角川文庫 ISBN 4043777019
  - ファッションの引導鐘 / ロックの泥水 / 地獄のボランティア / 紐育外道の小島
- 『爆発道祖神』角川書店（2002年）のち文庫 ISBN 4041000742
- 『権現の踊り子』講談社（2003年）のち文庫 ISBN 4062117606
  - 鶴の壷 / 矢細君のストーン / 工夫の減さん / 権現の踊り子 / ふくみ笑い / 逆水戸
- 『パンク侍、斬られて候』マガジンハウス（2004年）のち角川文庫 ISBN 4838714904
- 『告白』中央公論新社（2005年）のち文庫 ISBN 4120036219
- 『浄土』講談社（2005年）のち文庫 ISBN 4062129868
  - 犬死 / どぶさらえ / あぱぱ踊り / 本音街 / ギャオスの話 / 一言主の神 / 自分の群像
- 『真実真正日記』講談社（2006年）のち文庫 ISBN 4062768127
- 『宿屋めぐり』講談社（2008年）のち文庫 ISBN 4062773074
- 『フォトグラフール』講談社（2008年）ISBN 4062145170
- 『真説・外道の潮騒』角川書店（2008年） ISBN 404873895X
- 『どつぼ超然』毎日新聞社（2010年）のち河出文庫 ISBN 4620107581
- 『人間小唄』講談社（2010年）のち文庫 ISBN 4062165880
- 『ゴランノスポン』新潮社（2011年）のち文庫 ISBN 9784104215027
  - 楠木正成 / ゴランノスポン / 一般の魔力 / 二倍 / 尻の泉 / 末摘花 / 先生との旅
- 『バイ貝』双葉社 （2012年）のち文庫 ISBN 4575237647
- 『この世のメドレー』毎日新聞社 （2012年）のち河出文庫 ISBN 4620107867
- 『リフォームの爆発』幻冬舎 （2016年）のち文庫 ISBN 9784344029026
- 『ギケイキ 千年の流転』河出書房新社 （2016年）のち文庫 ISBN 9784309024653
- 『珍妙な峠』双葉社 （2016年） ISBN 9784575311952
- 『ホサナ』講談社 （2017年）のち文庫 ISBN 9784062205801
- 『生の肯定』毎日新聞出版 （2017年） ISBN 9784620108032
- 『湖畔の愛』新潮社 （2018年）のち文庫 ISBN 9784104215034
- 『ギケイキ 2 奈落への飛翔』河出書房新社 （2018年）のち文庫 ISBN 9784309027074
- 『猫のエルは』講談社 （2018年）のち文庫 ISBN 9784065129685
- 『記憶の盆をどり』講談社 （2019年）のち文庫 ISBN 9784065170892
  - エゲバムヤジ / 山羊経 / 文久二年閏八月の怪異 / 百万円もらった男 / 付喪神 / ずぶ濡れの邦彦 / 記憶の盆おどり / 狭虫と芳信 / 少年の改良
- 『令和の雑駁なマルスの歌』U-NEXT （2020年）
- 『男の愛 たびだちの詩』左右社（2022年）
- 『口訳 古事記』講談社（2023年）

### 詩集
- 『供花（くうげ）』思潮社（1992年）のち新潮文庫 ISBN 4783706972
- 『壊色（えじき）』（1993年）のちハルキ文庫 ISBN 4947648082
- 『町田康全歌詩集 1977〜1997』マガジンハウス（2001年）のち（1998年以降の歌詩を追加して）角川文庫 ISBN 4840101396
- 『土間の四十八滝』メディアファクトリー（2001年）のちハルキ文庫 ISBN 4840103135
- 『町田康詩集』ハルキ文庫（2003年）・オリジナル選集 ISBN 475843042X
- 『残響―中原中也の詩によせる言葉』NHK出版（2011年）のち講談社文芸文庫 ISBN 9784140056028

### 随筆その他
- 『へらへらぼっちゃん』講談社（1998年）のち文庫 ISBN 4062089874
- 『つるつるの壺』講談社（1999年）のち文庫 ISBN 4062095335
- 浪曲『竹鼻屋徳次郎の蹉跌』原作（国立劇場・1999年8月27日 - 28日）
- 『耳そぎ饅頭』マガジンハウス（2000年）のち講談社文庫 ISBN 4838712022
- 『テースト・オブ・苦虫』1-4 中央公論新社（2002-2007年）のち文庫
- 『猫にかまけて』講談社（2004年）のち文庫 ISBN 4062126745
- 『東京飄然』中央公論新社（2005年）のち文庫 ISBN 4120036766
- 『正直じゃいけん』角川春樹事務所（2006年）のち文庫 ISBN 4758410615
- 『猫のあしあと』講談社（2007年）のち文庫
- 『テースト・オブ・苦虫5―おそれずにたちむかえ』中央公論新社（2007年）のち文庫 ISBN 412205480X
- 『破滅の石だたみ』角川春樹事務所（2008年）ISBN 4758411123
- 『テースト・オブ・苦虫6―おっさんは世界の奴隷か』中央公論新社（2008年）のち文庫 ISBN 4122056039
- 『テースト・オブ・苦虫7―自分を憐れむ歌』中央公論新社（2009年）のち文庫
- 『膝のうえのともだち』講談社（2010年）ISBN 4062160943
- 『猫とねずみのともぐらし』（おはなしのたからばこ）フェリシモ出版（2010年）ISBN 4894325160 ※装画：寺門孝之
- 『テースト・オブ・苦虫8―あなたにあえてよかった』中央公論新社（2010年）のち文庫
- 『スピンク日記』講談社（2011年）のち文庫
- 『猫とあほんだら』講談社（2011年）のち文庫
- 『スピンク合財帖』講談社 （2012年）のち文庫
- 『猫のよびごえ』講談社 （2013年）のち文庫
- 『スピンクの壺』講談社（2015年）のち文庫
- 『常識の路上』幻戯書房 （2015年）
- 『〈現代版〉絵本御伽草子 付喪神』講談社 （2015年）
- 『人生パンク道場』KADOKAWA （2016年）のち文庫
- 『スピンクの笑顔』講談社 （2017年）のち文庫
- 『しらふで生きる 大酒飲みの決断』幻冬舎（2019年）のち文庫
- 『私の文学史 なぜ俺はこんな人間になったのか？』NHK出版（2022年）
- 『入門 山頭火』春陽堂書店（2023年）ISBN 9784394904670

### 共著
- 『人生を救え！』毎日新聞社（2001年）のち角川文庫 ISBN 4620315265 ※共著者：いしいしんじ
- 『人生を歩け！』毎日新聞社（2006年）※共著者：いしいしんじ のち角川文庫
- 『ナイン・ストーリーズ・オブ・ゲンジ』江國香織、角田光代、金原ひとみ、桐野夏生、小池昌代、島田雅彦、日和聡子、松浦理英子共著 新潮社 2008 『源氏物語九つの変奏』文庫
- 『餓鬼道巡行』西宮大策共著 幻冬舎（2012年） ISBN 4344022009
- 『東山道エンジェル紀行』左右社（2021年）※共著者：寺門孝之
- 『ふたつの波紋』文藝春秋社（2022年）※共著者：伊藤比呂美
- 『鬱の本』点滅社（2023年) ※共著者：海猫沢めろん、大槻ケンヂ､大橋裕之、頭木弘樹、切通理作､こだま、杉作J太郎、瀧波ユカリ､ 谷川俊太郎、鳥羽和久、友部正人､豊田道倫、七野ワビせん、姫乃たま､pha、枡野浩一、山崎ナオコーラ 等  ISBN 4991271932

### アンソロジー
- 『12星座小説集』講談社（2013年）ISBN 978-4-06-277547-2 :「山羊経」を寄稿。
- 『名探偵登場！』講談社（2014年）ISBN 978-4-06-218903-3 :「文久二年閏八月の怪異」を寄稿。
- 『考えるマナー』中央公論新社（2014年）
- 『100万分の1回のねこ』講談社（2015年）:「百万円もらった男」を寄稿。
- 『現代小説クロニクル 2000~2004 』講談社（2015年）:「逆井戸」を寄稿。
- 『走る？ 』文藝春秋（2017年）:「ずぶ濡れの邦彦」を寄稿。
- 『群像短篇名作選 2000~2014 』講談社（2018年）:「ホワイトハッピー・ご覧のスポン」を寄稿。
- 『深淵と浮遊 現代作家自己ベストセレクション』講談社（2019年）:「逆井戸」を寄稿。
- 『ニャンニャンにゃんそろじー』講談社（2020年）:「諧和会議」を寄稿。

## ディスコグラフィ

### アルバム
- メシ喰うな! （INU / 1981年・1993年、1998年再発）
- 牛若丸なめとったらどついたるぞ! （THE ORIGINAL INU / 1984年）※1979年の音源。未CD化
- どてらい奴ら（町田町蔵from至福団 / 1986年・カセットブック、1991年CD再発）※「奴」の字は【女又】ではなく【男又】と表記されている
- ほな、どないせぇゆぅね（町田町蔵 / 1987年、1991年再発）
- 腹ふり（町田町蔵+北澤組 / 1992年）
- 駐車場のヨハネ（町田町蔵+北澤組 / 1994年）
- どうにかなる（町田康+THE GLORY / 1995年）
- 脳内シャッフル革命（町田康 / 1997年）
- ミラクルヤング（ミラクルヤング / 2003年）
- machida kou group live 2004 oct 6th（町田康グループ / 2005年）
- 犬とチャーハンのすきま（町田康 / 2010年）
- つらい思いを抱きしめて（汝、我が民に非ズ / 2018年）
- もはや慈悲なし（汝、我が民に非ズ / 2019年）
- 汝我が民に非ず（汝、我が民に非ズ / 2020年）

### シングル
- 心のユニット（マチタイ（佐藤タイジとのユニット） / 2002年）
- パッション（汝、我が民に非ズ / 2020年）

### オムニバス、客演等
- 「ボリス・ヴィアンの憤り」
  - 『REBEL STREET』1983年、元連続射殺魔の和田哲郎との連名
- 町田町蔵+北澤組「タンゴ」
  - 『DANCE 2 NOISE 005』1993年
  - 『爆裂！ニュー・ウェイヴ 1980』2006年
- 町田町蔵+北澤組「ぶらり信兵衛道場破り」
  - 『DANCE 2 NOISE 006』1993年
- 「花はどこに咲くの？」
  - 藤沼伸一『Are You Jap?!』2002年
- 「弾丸ロック」
  - 布袋寅泰『MONSTER DRIVE PARTY!!!』2005年

※これらの他に、80年代にはタコやばちかぶりといった同時代のインディ・バンドの作品に少なからず客演している。

### 作品提供
- 布袋寅泰
  - 『DOBERMAN』（「弾丸ロック」作詞、2003年）
  - 『MONSTER DRIVE』（「PARTY♠KING」「火の玉BOOGIE」作詞、2005年）
  - 『ALL TIME SUPER BEST』（「SONG FOR US」作詞、2005年）
  - 『SOUL SESSIONS』（「タンタルスの誤読 vs 町田康」作詞、2006年）
- Original Love『踊る太陽』（「こいよ」作詞、2003年）
- SMAP『SMAP 016/MIJ』（「たてながの自由」作詞、2003年）
- 井上陽水『LOVE COMPLEX』（「新しい恋」作詞、2006年）
- 与西泰博『SATORUTANAKA 微と美』（「花を背に だが空は蒼く featuring 町田康」、2007年）

## 出演

### テレビ番組
- 浅草橋ヤング洋品店「史上最悪最強のバンド計画」（テレビ東京）
- トップランナー（NHK総合）
- はなまるマーケット（TBS）- はなまるカフェ
- 真夜中の王国（NHK BS2）
- ABCお笑い新人グランプリ（ABC）- 審査員
- 知るを楽しむ 私のこだわり人物伝 中原中也「口惜しき人」（NHK教育）
- スタジオパークからこんにちは（NHK総合）

### テレビドラマ
- ピュア 第8話、第9話（1996年、フジテレビ）
- 金田一少年の事件簿「悪魔組曲殺人事件」（1996年、日本テレビ） - 夏岡猛彦 役
- 小鳥のくる日（1999年、TBS）
- さらば向田邦子 風立ちぬ（2001年、TBS）
- いま何待ち？（2002年 - 2003年、フジテレビ）

### 映画
- 爆裂都市 BURST CITY（1982年、東映セントラルフィルム）
- ちょっとの雨ならがまん（1983年、P.P.P.project）
- ロビンソンの庭（1987年）
- Endless Waltz エンドレス・ワルツ（1995年、松竹）
- 水の中の八月（1995年）
- アトランタ・ブギ（1996年、アミューズ）
- ROMANTIC MANIA（1997年、ケイエスエス）
- 赤い犯行 夢の後始末（1997年、国映）
- やわらかい肌（1998年、国映）
- 港のロキシー（1999年、アルゴピクチャーズ）
- 黒い家（1999年、松竹）
- 大阪物語（1999年）
- H story（2003年、東京テアトル）
- 三人三色（2004年、韓国、アップリンク）
- 鏡心（2005年）
- パンク侍、斬られて候（2018年）
- GOLDFISH（2023年）[11]

### ビデオ作品
- タンポン タンゴ（1984年）
- おしりラプソディ（1985年）
- Pierce ピアス LOVE & HATE（1997年）

### CM
- BOSS BLACK 「その黒は」編（1999年、サントリー）
- ユニクロ 2002年夏のカタログ表紙（2002年、ユニクロ）
- 知っている。知らないでいる。（エイブル）
- NIPPNのおいしい発明（日本製粉）
- GOA下さい。妻編（トヨタ自動車）
- もっと子供を （1998年、公共広告機構）
- インフォネクストあい登場 バイトはじめる（NTT DoCoMo）
- VAIO typeC（2007年、ソニー）
- ゴキブリがうごかなくなるスプレー他ラジオCMシリーズ「G 作家の⼩部屋」（2019年、金鳥）[12][13]